# Ḩājj Yadollāh Maḩalleh
Ḩājj Yadollāh Maḩalleh (persiska: حاج یداللّه محله, Ḩājj Yadollāh Maḩalleh-ye Chūbar) är en ort i Iran.   Den ligger i provinsen Gilan, i den nordvästra delen av landet, 400 km nordväst om huvudstaden Teheran. Antalet invånare är 768.
Terrängen runt Ḩājj Yadollāh Maḩalleh är platt åt nordost, men åt sydväst är den kuperad.  Närmaste större samhälle är Chūbar, 1,4 km nordväst om Ḩājj Yadollāh Maḩalleh. 